# 3441 Pochaina
A 3441 Pochaina (ideiglenes jelöléssel 1969 TS1) a Naprendszer kisbolygóövében található aszteroida. Ljudmila Ivanovna Csernih fedezte fel 1969. október 8-án.